# Parmenopsis caucasica
Parmenopsis caucasica – gatunek chrząszcza z rodziny kózkowatych i podrodziny zgrzypikowych. Jedyny przedstawiciel rodzaju Parmenopsis.

## Zasięg występowania
Gatunek ten występuje w płd.-wsch. Europie i  części Azji Zachodniej, notowany w płd. Rosji, Gruzji oraz w Turcji.